# 安達·山度士
安達·山度士（葡萄牙語：André Santos，1983年3月8日—），原名安德烈·克拉林多·多斯桑托斯（葡萄牙語：André Clarindo dos Santos），生於巴西聖保羅，巴西職業足球員，司職左閘。

## 生平

### 球會
2011年8月31日，英超球隊阿仙奴宣佈安達·山度士以600萬鎊轉會費加盟球隊，簽約四年，並披上遺下的11號球衣。
2012年8月17日,安達·山度士被警方拘捕，原因是有危險駕駛並企圖逃逸的嫌疑；事發地點在A1高速，靠近M25的交叉道口。警官的注意力被(車輛的)行進方式所吸引。意味住安達·山度士可能會面臨2年的入獄

### 國家隊
於2009年5月21日，安達·山度士首次被巴西國家足球隊徵召出戰2010年世界盃外圍賽及2009年洲際國家盃。在2009年6月15日，安達·山度士在對埃及的賽事中後備入替，完成為國家隊首次上陣。

## 榮譽
- 洲際國家盃：2009
- 聖卡塔琳娜州聯賽（英语：Campeonato Catarinense）：2004年
- 巴西盃：2006年
- 巴乙：2006年、2008年
- 聖保羅洲聯賽：2009年

## 外部連結
- zerozero.pt[永久]